# Elaeagnus luoxiangensis
Elaeagnus luoxiangensis är en havtornsväxtart som beskrevs av C. Yung Chang. Elaeagnus luoxiangensis ingår i släktet silverbuskar, och familjen havtornsväxter. Inga underarter finns listade i Catalogue of Life.